# Mert Müldür
Mert Müldür (ur. 3 kwietnia 1999 w Wiedniu) – turecki piłkarz austriackiego pochodzenia występujący na pozycji obrońcy w tureckim klubie Fenerbahçe SK oraz w reprezentacji Turcji. Wychowanek Rapidu Wiedeń.